# Tasta iridis
Tasta iridis là một loài bướm đêm trong họ Geometridae.